# Stykkishólmur
Stykkishólmur (kiejtése: ˈstɪhcɪsˌhoulmʏr̥) önkormányzat és város Izland Nyugati régiójában.

## Története
A térség kereskedelmének története 1597-ig nyúlik vissza, amikor a német Carsten Bache kereskedői jogot kapott. A Búðarnesben nyílt üzlet három év múlva bezárt. A régió első izlandi kereskedője Jón Kolbeinsson volt, aki új boltot nyitott; ez és a búðarnesi Ólafur Thorlacius, később pedig fia, Árni tulajdonába került. A meghatározó iparág a halászat lett.
Az iskola 1896-ban, a zeneiskola pedig 1959-ben nyílt meg. A ferencesek kórháza 1936-ban nyílt meg.

## Éghajlat
| Hónap                                   | Jan.  | Feb.  | Már.  | Ápr.  | Máj. | Jún. | Júl. | Aug. | Szep. | Okt. | Nov.  | Dec.  | Év    |
| --------------------------------------- | ----- | ----- | ----- | ----- | ---- | ---- | ---- | ---- | ----- | ---- | ----- | ----- | ----- |
| Rekord max. hőmérséklet (°C)            | 10,2  | 9,8   | 10,0  | 12,2  | 16,6 | 17,9 | 21,0 | 20,8 | 16,2  | 13,5 | 11,4  | 10,7  | 21,0  |
| Átlagos max. hőmérséklet (°C)           | 1,0   | 1,6   | 1,7   | 4,4   | 8,0  | 11,1 | 12,8 | 12,4 | 9,2   | 6,0  | 3,0   | 1,6   | 6,1   |
| Átlaghőmérséklet (°C)                   | −1,3  | −0,7  | −0,8  | 1,6   | 4,9  | 8,1  | 9,9  | 9,6  | 6,7   | 3,9  | 0,9   | −0,8  | 3,5   |
| Átlagos min. hőmérséklet (°C)           | −3,6  | −2,9  | −2,9  | −0,6  | 2,6  | 5,9  | 7,8  | 7,5  | 4,8   | 2,0  | −1,1  | −3,0  | 1,4   |
| Rekord min. hőmérséklet (°C)            | −16,0 | −17,7 | −19,0 | −16,0 | −6,7 | −0,8 | 2,0  | 1,2  | −2,8  | −8,0 | −10,8 | −14,8 | −19,0 |
| Átl. csapadékmennyiség (mm)             | 68    | 69    | 72    | 53    | 34   | 40   | 42   | 52   | 57    | 80   | 69    | 72    | 708   |
| Forrás: Izlandi Meteorológiai Szolgálat |       |       |       |       |      |      |      |      |       |      |       |       |       |

## Testvérvárosok
Stykkishólmur testvértelepülései:
- Drammen, Norvégia
- Kolding, Dánia
- Lappeenranta, Finnország
- Örebro, Svédország

## Fordítás
- Ez a szócikk részben vagy egészben  a   Stykkishólmur című izlandi Wikipédia-szócikk ezen változatának fordításán alapul.  Az eredeti cikk szerkesztőit annak laptörténete sorolja fel. Ez a jelzés csupán a megfogalmazás eredetét és a szerzői jogokat jelzi, nem szolgál a cikkben szereplő információk forrásmegjelöléseként.
- Ez a szócikk részben vagy egészben  a   Stykkishólmur című angol Wikipédia-szócikk ezen változatának fordításán alapul.  Az eredeti cikk szerkesztőit annak laptörténete sorolja fel. Ez a jelzés csupán a megfogalmazás eredetét és a szerzői jogokat jelzi, nem szolgál a cikkben szereplő információk forrásmegjelöléseként.